# Alex Giorgetti
Alex Giorgetti (Budimpešta, 24. prosinca 1987.), talijanski vaterpolist mađarskog porijekla. Igrač je Pro Recca, visok je 186 cm i težak 78 kg.